# Telesto corallina
Telesto corallina är en korallart som beskrevs av Duchassaing 1870. Telesto corallina ingår i släktet Telesto och familjen Clavulariidae. Inga underarter finns listade i Catalogue of Life.